# Urbano Navarrete Cortés
Urbano kardinál Navarrete Cortés SJ (25. května 1920 Camarena de la Sierra - 22. listopadu 2010 Řím) byl španělský římskokatolický kněz, jezuita, rektor Papežské univerzity Gregoriana, kardinál.
Do Tovaryšstva Ježíšova vstoupil 20. června 1937 v Itálii, kde byl v té době v noviciátu. Po návratu do vlasti studoval humanitní vědy v Saragosse, filozofii v Sarriá, teologii ve městě Oña a kanonické právo na Papežské univerzitě Gregoriana, kde získal doktorát. Kněžské svěcení přijal 31. května 1952. Dlouholetá studia mu umožnila dobře poznat římské právo i jeho vliv na kanonické právo a západní právní kulturu. V říjnu 1958 začal přednášet na právnické fakultě Papežské univerzity Gregoriana. Patnáct let byl děkanem této fakulty, více než šest let rektorem této univerzity.
Byl členem pracovní skupiny pro revizi manželského práva v Kodexu kanonického práva. Účastnil se rovněž práce papežské komise odpovědné za redakci instrukce Dignitas connubii. Řadu let byl konzultorem řady dikasterií římské kurie (mj.Kongregace pro nauku víry, Papežské rady pro výklad legislativních textů a Nejvyššího tribunálu Apoštolské signatury). Jeho bibliografie zahrnuje přibližně 150 publikací.
Na konzistoři dne 24. listopadu 2007 ho papež Benedikt XVI. jmenoval kardinálem.